# Analemme
Pour les articles homonymes, voir Analemme (homonymie).

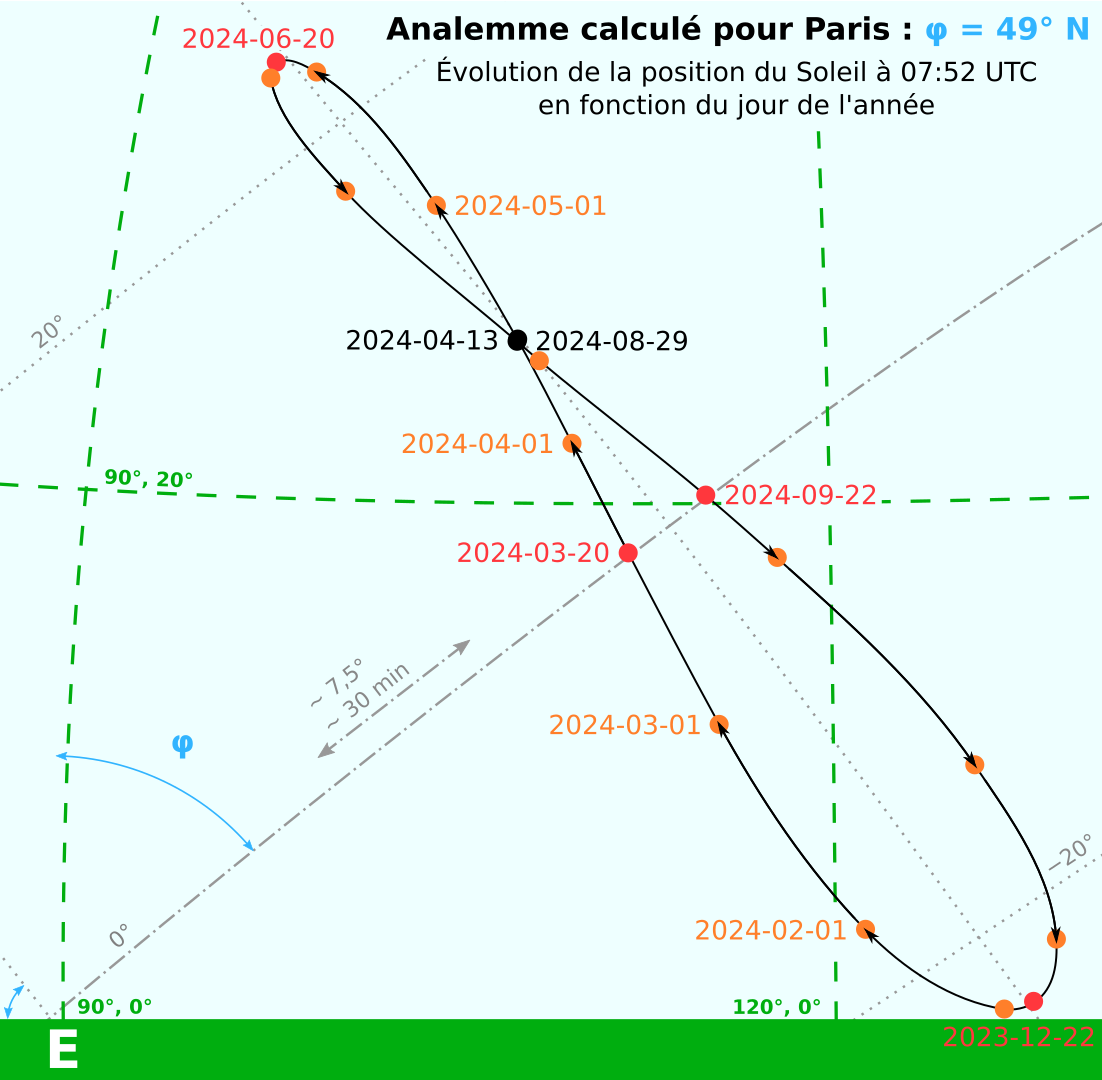
Simulation de l'analemme dans le ciel de 07:52 UTC à Paris (latitude 49° N)

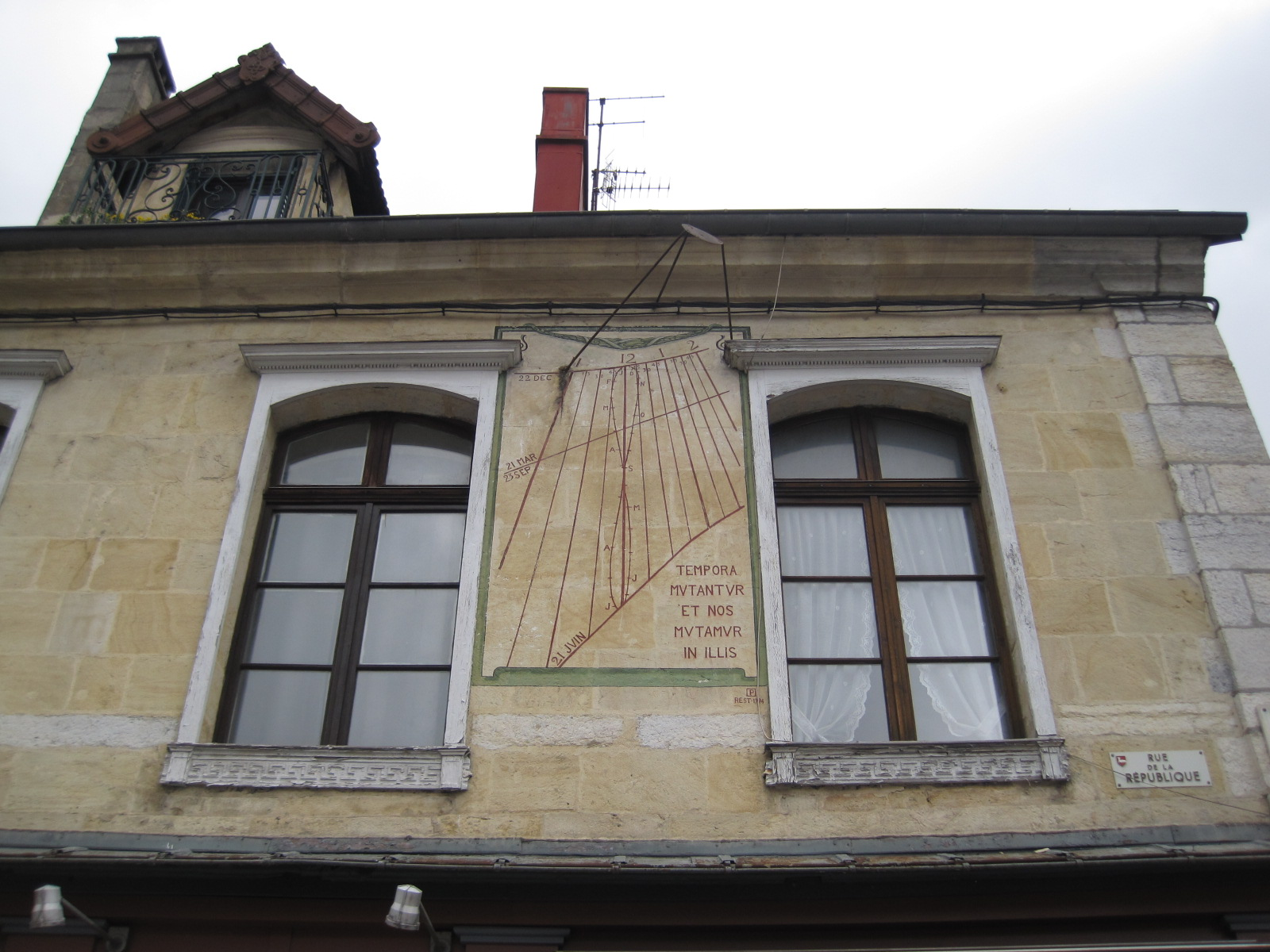
Cadran solaire avec « analemme » de correction de l'heure.

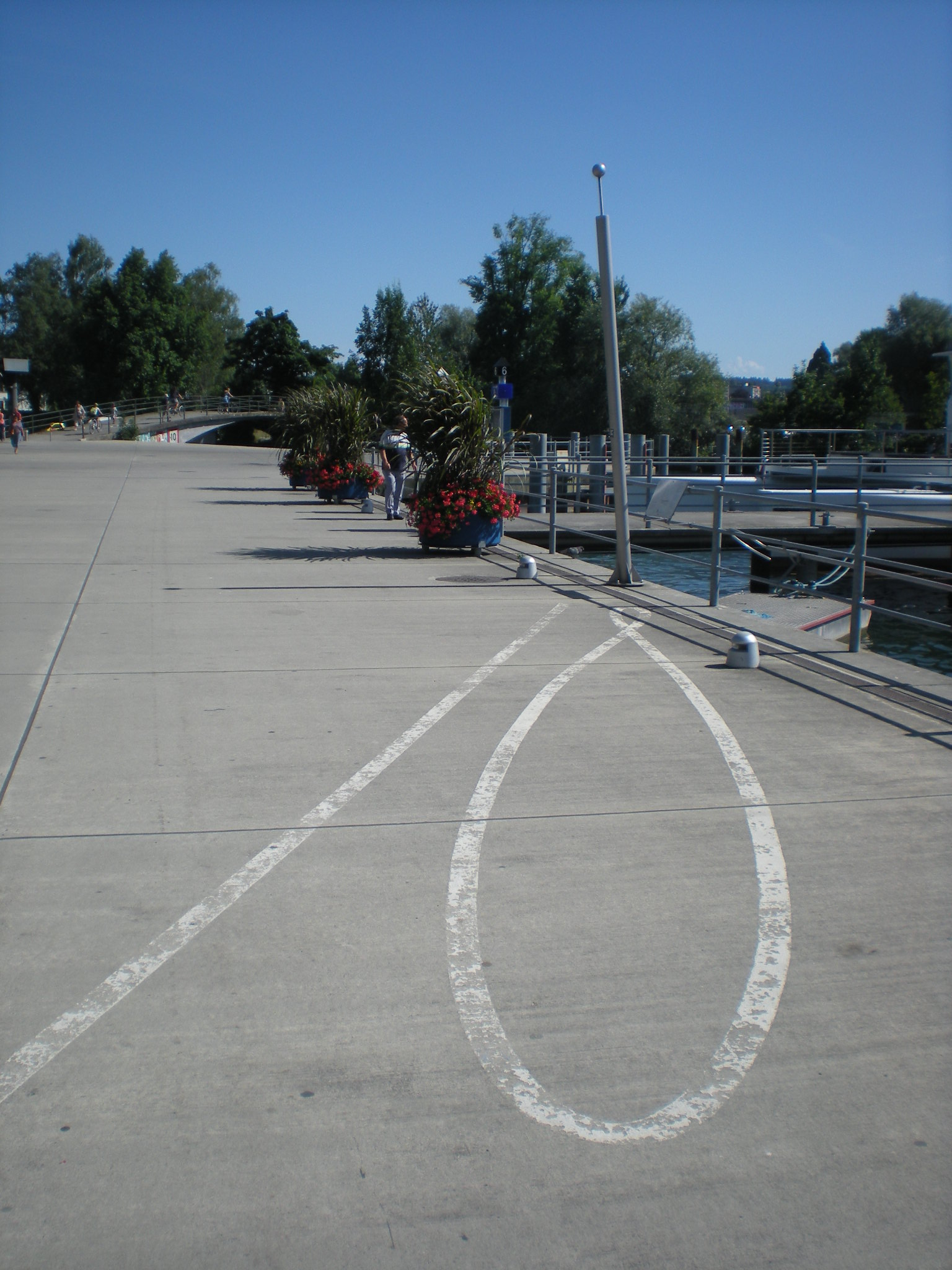
Analemme tracé au sol à Bienne (Suisse), correspondant à l'ombre portée à midi par la boule au sommet du piquet

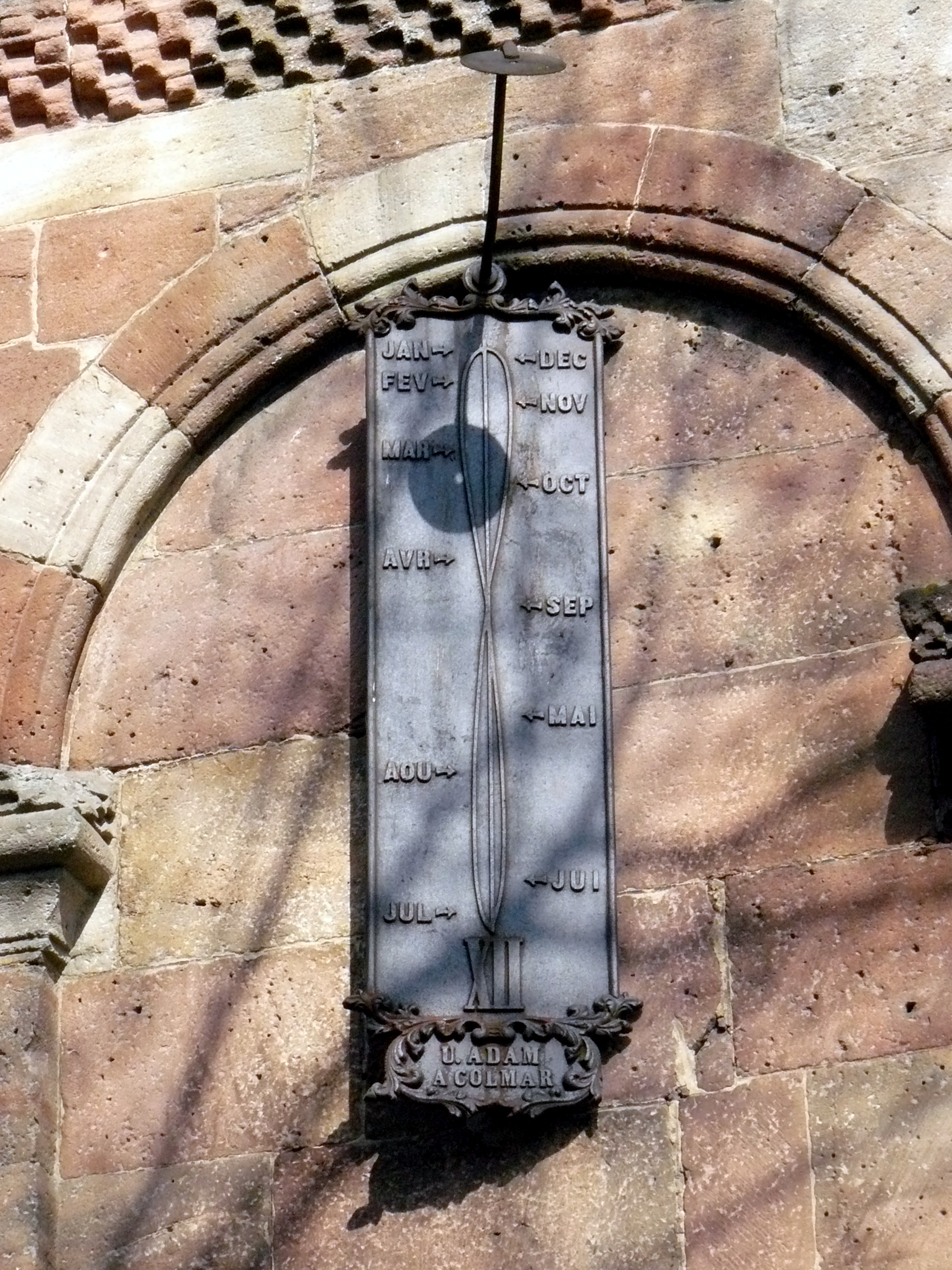
Application de l'analemme : le point lumineux indique la date approximative (aux alentours de midi). Église de Lautenbach (Haut-Rhin).

L’analemme ou analème (nom masculin, du grec ancien ἀνάλημμα / análêmma, « support, substruction », basé sur la même racine que le mot λῆμμα / lễmma, « lemme ») est la figure tracée dans le ciel par les différentes positions du soleil relevées à une même heure et depuis un même lieu au cours d’une année calendaire.

## Réalisation
Cette figure peut être mise en évidence par photographie ou en simulant le phénomène dans un programme d’astronomie ou à l’aide d’un planétarium.
Depuis la Terre, l'analemme a la forme d'un 8 étiré et dissymétrique, avec la boucle supérieure plus petite que l'autre. Cette forme est plus ou moins inclinée par rapport à l'horizontale selon l'heure choisie : elle est quasi verticale si on note la position du Soleil à midi, sinon le huit est incliné à gauche le matin et à droite l'après-midi. Le Soleil est au sommet de l’analemme au solstice d’été, et en bas  au solstice d’hiver. L'analemme est plus bas sur l'horizon à mesure que la latitude augmente. Le midi local coupe l'analemme en 4 points correspondant aux dates pour lesquelles il n'y a pas d'écart.
Une telle figure n’est pas propre à la Terre et peut être visible, sous d’autres formes depuis d’autres planètes. Sur Terre, l’analemme a une forme de « 8 », sur Mars c’est une « goutte d’eau ».

Analemmes terrestre et martien
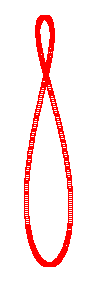
L’analemme vu de la Terre à midi.
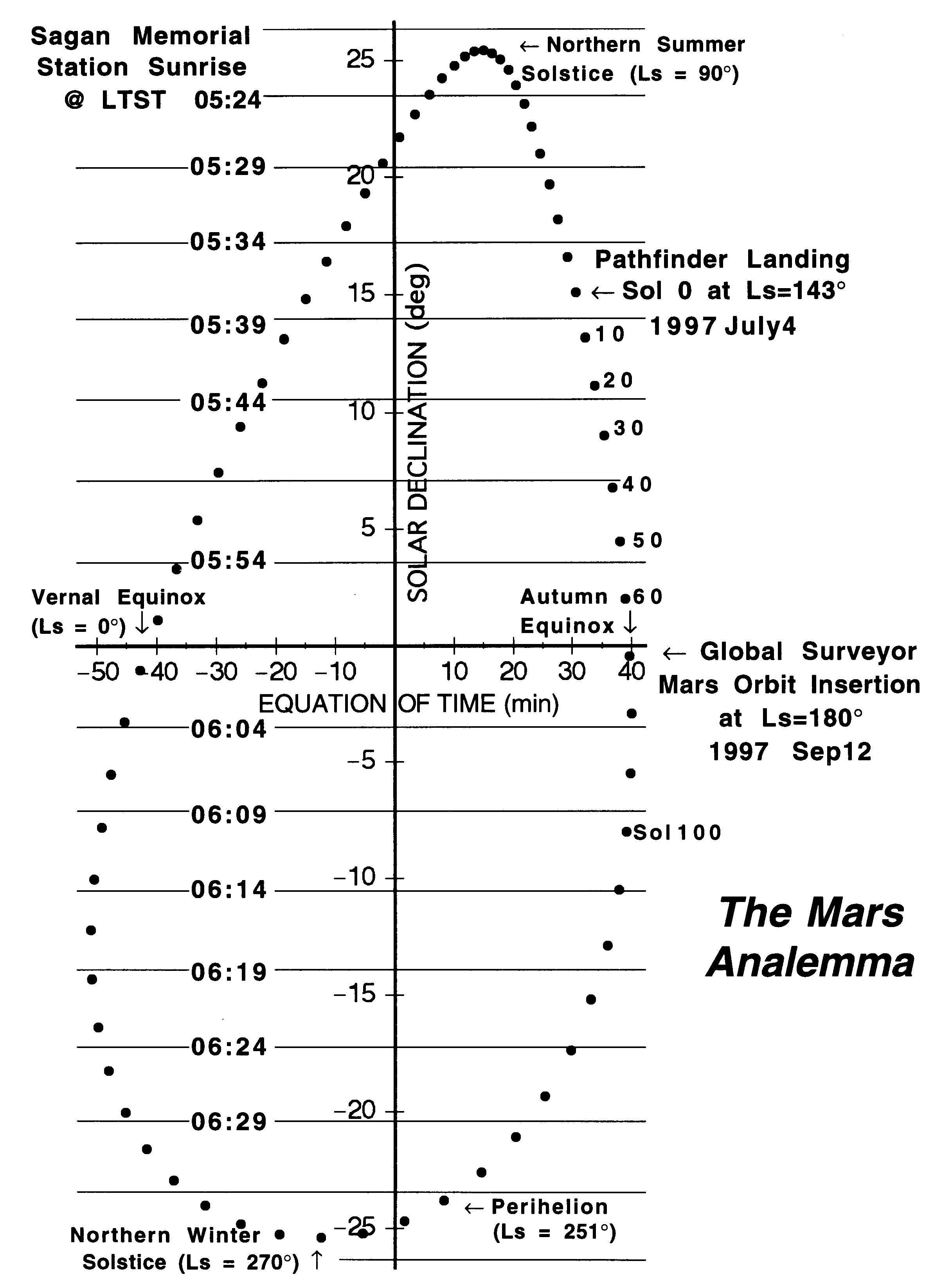
L’analemme vu de Mars[5].
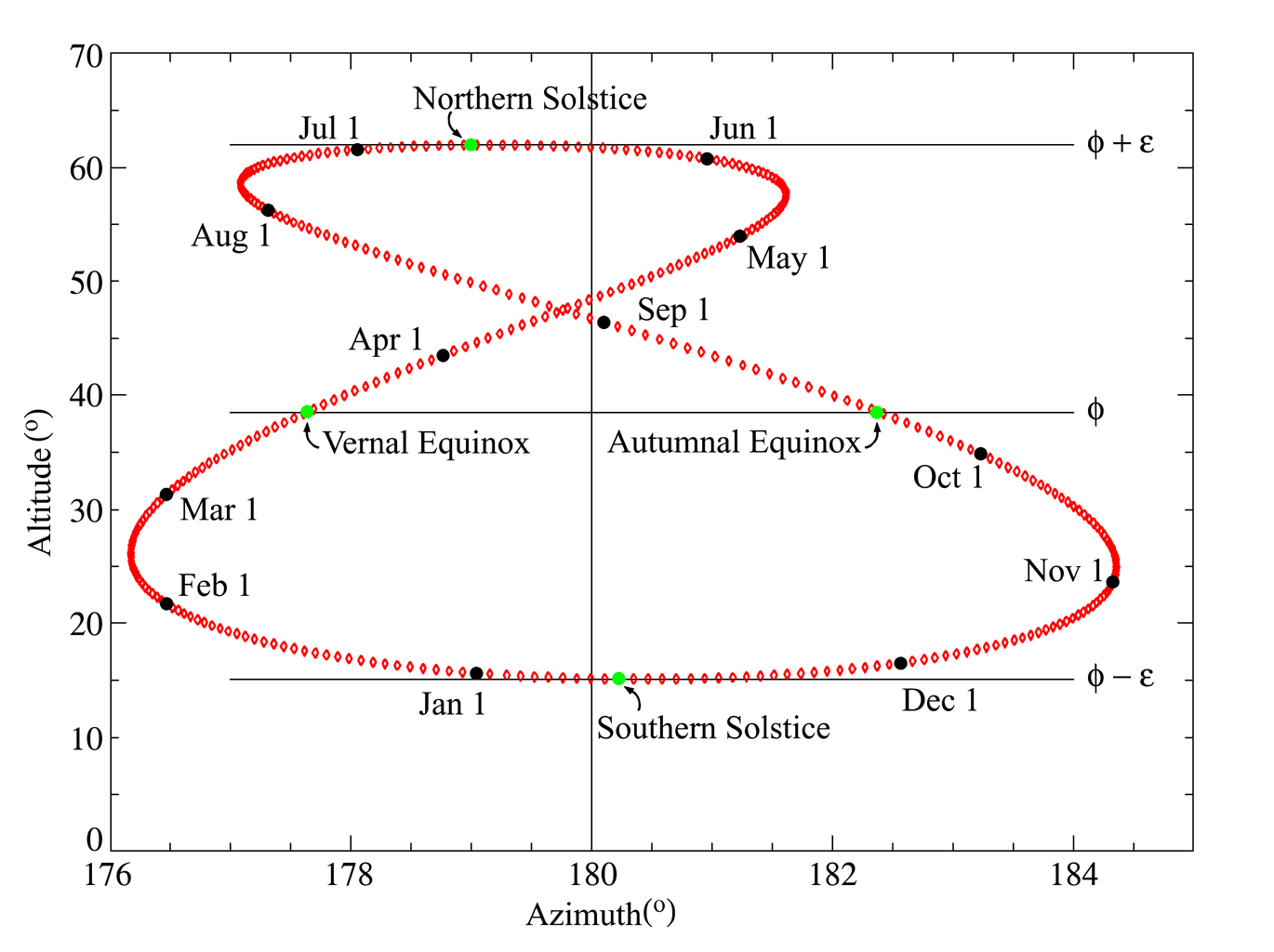
Analemme de 12h vu de Greenwich en 2006

La coordonnée verticale d’un point correspond à la déclinaison du Soleil alors que la position horizontale indique le décalage entre l’heure solaire apparente et l’heure solaire moyenne, c’est-à-dire une heure qui suit l’heure donnée par une montre.
L’écart entre ces deux temps s’appelle équation du temps. Elle est la résultante de deux effets. D'abord, à cause de l’excentricité de l’orbite de la Terre et de la deuxième loi de Kepler, la vitesse apparente de déplacement du Soleil n’est pas constante. Ensuite le temps solaire moyen est donné pour un Soleil fictif se déplaçant sur l’équateur alors que le Soleil se déplace le long de l’écliptique, il faut donc tenir compte de l’inclinaison de l'axe de rotation de la Terre par rapport au plan de l’écliptique.
L'orientation de l’analemme dépend de l’heure. Vers midi local, la forme du huit est presque droite par rapport au méridien, comme sur l’illustration présentée ci-contre. A une autre heure de la journée le huit est incliné à gauche (matin) ou à droite (après-midi) : il suit le grand cercle de la voûte céleste distant du midi de l'angle horaire correspondant à l'heure choisie. Même à midi, la forme n’est pas symétrique, que ce soit par rapport à un axe horizontal ou vertical, car les dates de passage au périhélie et à l’aphélie (symétrie pour ce qui concerne l’effet de l’excentricité) ne correspondent pas aux solstices (symétrie pour ce qui concerne l’effet de l’inclinaison).

   
Cette courbe est parfois tracée directement sur les cadrans solaires afin de leur faire indiquer le midi moyen suivant les saisons : elle est l’image par une projection centrale sur le cadran de l'analemme céleste ; elle doit être agrémentée de l'indication de dates correspondant à quelques-uns de ses points. Le cadran peut même se réduire à sa seule ligne de midi accompagnée de l’analemme : il prend alors le nom de méridienne dite « de temps moyen ». Il est même possible de remplacer chaque ligne horaire par une courbe en huit : le cadran indique alors directement l'heure moyenne et, si on tient compte du décalage en longitude, l'heure TU. Cependant, la multiplicité des courbes en huit rend alors la lecture du cadran solaire peu commode d'autant plus que ces courbes se croisent si on trace un analemme pour chaque quart d'heure ou même chaque demi-heure. Il est par conséquent préférable de réaliser deux cadrans jumeaux, comportant chacun des demi-analemmes en forme de "S", l'un utilisable du solstice d'hiver au solstice d'été, l'autre du solstice d'été au solstice d'hiver et de tracer sur chaque cadran les branches d'hyperboles correspondant à quelques dates repères. 

Cadrans équatoriaux cylindriques munis d'analemmes multiples
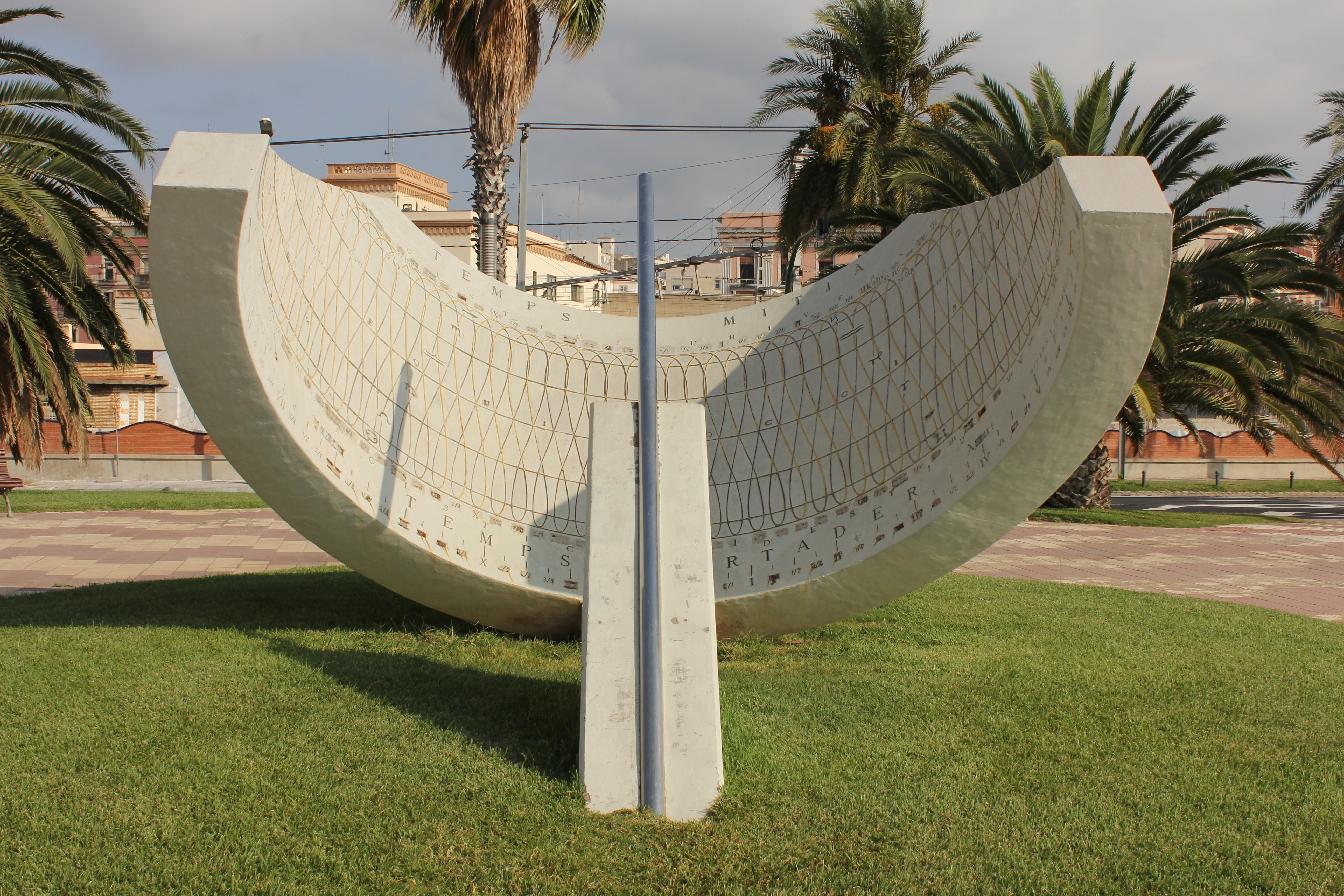
Cadran monumental du port de Tarragone (Espagne).
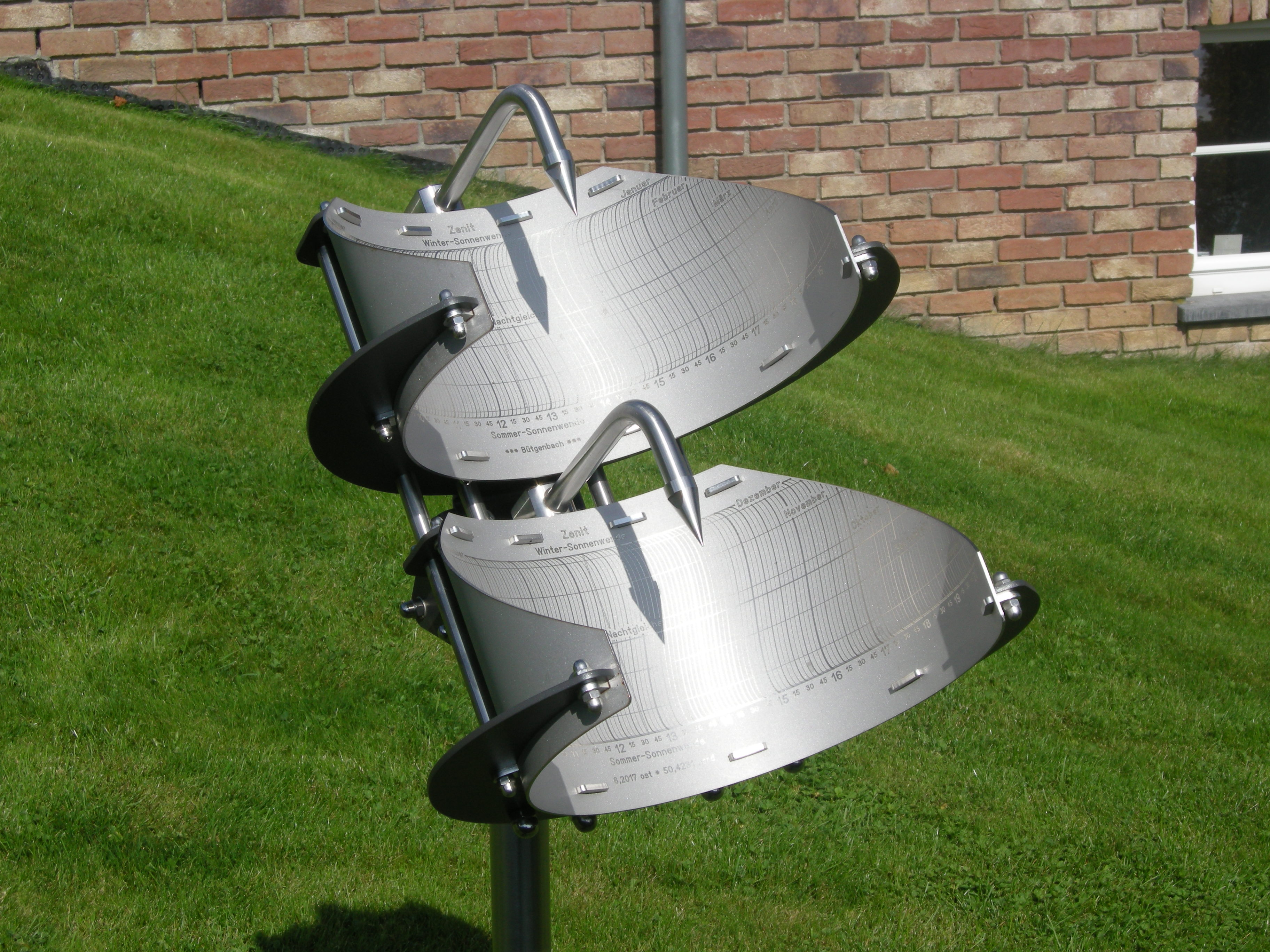
Double cadran avec courbes en « S » à Butgenbach (Belgique).

## Homonymie
Il ne faut pas confondre cet analemme avec la figure du même nom, qui lui est historiquement bien antérieure, et qui servait à tracer des cadrans solaires ou établir géométriquement la hauteur du soleil. Elle résultait de la projection de la sphère céleste sur le plan méridien.
La ligne des dates d'un cadran analemmatique est souvent appelée également analemme, bien que ce soit un segment de droite et bien qu'un tel cadran ne permette pas d'afficher l'heure solaire moyenne ou l'heure T U. Cependant, certains constructeurs de cadrans analemmatiques, voulant sans doute justifier ou souligner cette homonymie, y ont placé un analemme en huit qui ne peut servir que de table de conversion. Si on voulait faire afficher directement l'heure solaire moyenne sur un cadran analemmatique, il faudrait déplacer le gnomon mobile dans un sens (vers le nord ou vers le sud) à l'heure où le soleil est à l'est et dans le sens opposé le même jour à l'heure où le soleil est à l'ouest, donc aucune position du gnomon ne pourrait convenir pour toute la journée !